# Sand-Goldwespe
Die Sand-Goldwespe (Hedychrum nobile) ist eine Art aus der Familie der Goldwespen (Chrysididae).

## Merkmale
Die Sand-Goldwespen werden 4 bis 10 Millimeter lang und haben einen schmalen und untersetzten Körper. Der Kopf der Weibchen ist dunkel behaart und grünblau, ihr Thorax ist vorne rotgolden und hinten grün oder blau gefärbt. Nur selten kann man Exemplare mit gänzlich grünem Thorax beobachten. Die Männchen tragen Höcker auf dem Endrand des zweiten Sternits. Ihr Pro- und Mesonotum ist rot gefärbt. Der Hinterleib beider Geschlechter ist rotgolden, manchmal auch blaugrün oder violett gefärbt. Alle Farben glänzen metallisch. Das Tergit des letzten Hinterleibssegments ist seitlich gezähnt. Das letzte Tarsenglied ist an der Spitze gegabelt, was die Art von denen der Gattung Chrysis sicher unterscheidet. Die verwandte Art Hedychrum rutilans ist nur schwer von der Sand-Goldwespe zu unterscheiden.

### Ähnliche Arten
- Hedychrum rutilans

## Vorkommen
Die Art kommt von Nordafrika über Europa bis nach Sibirien vor. Sie bewohnt offene, trockene und warme Sand- und Lößbiotope, Steilwände und steinige Hänge mit lockerem Vegetationsbewuchs. Sie tritt in Mitteleuropa verbreitet und recht häufig auf. Die Flugzeit ist von Mitte Juni bis September.

## Lebensweise
Die Tiere leben parasitisch von verschiedenen Knotenwespen (Cerceris), wie etwa der Sandknotenwespe (Cerceris arenaria), der Bienenjagenden Knotenwespe (Cerceris rybyensis), Cerceris quinquefasciata, Cerceris ruficornis und Cerceris quadricincta. Man findet die Imagines der Sand-Goldwespe häufig in der Nähe von Kolonien der Sandknotenwespe, ansonsten auf den Blüten von Doldenblütlern und Rosengewächsen.

## Belege